# ایهور تیموچنکو
ایهور تیموچنکو (انگلیسی: Ihor Tymchenko؛ زادهٔ ۱۶ ژانویهٔ ۱۹۸۶) بازیکن فوتبال اهل اوکراین است.
از باشگاه‌هایی که در آن بازی کرده‌است می‌توان به باشگاه فوتبال اوبولون-برووار کیف، باشگاه فوتبال متالورگ دونتسک، باشگاه فوتبال لوکوموتیو مسکو، باشگاه فوتبال استال آلچفسک، باشگاه فوتبال چورنومورتس اودسا، باشگاه فوتبال اوورلا اوژهورود، و باشگاه فوتبال فورسکلا پولتاوا اشاره کرد.